# Pollare
Pollare is een dorp in de Belgische provincie Oost-Vlaanderen en een deelgemeente van Ninove. Pollare is gelegen in de Denderstreek, aan de rechteroever van de Dender. Het was tot 1 januari 1977 een zelfstandige gemeente waarna het opging in de fusiegemeente Ninove.

## Geschiedenis
Een oudste vermelding van de plaats gaat terug tot 1112 als Posleér. De schrijfwijze Pollar vindt men terug later die eeuw, onder meer in een charter van de abdij van Ninove.

## Bezienswaardigheden

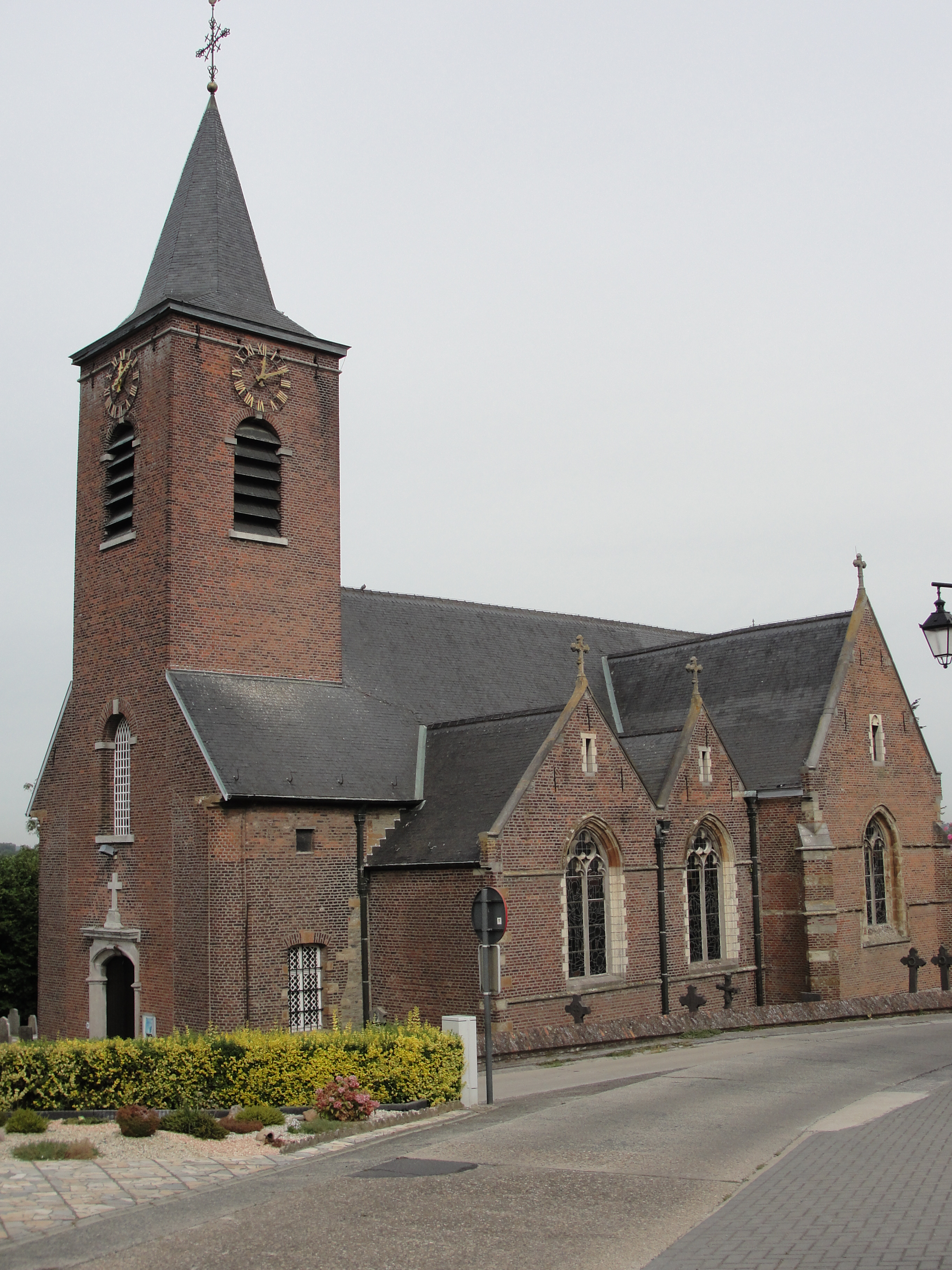
De Sint-Christoffelkerk

- De Sint-Christoffelkerk is een laatgotische kerk in rode baksteen. De kerk is van oorsprong 14de-15de-eeuws. In 1761 werden het portaal en de toren gebouwd, en in de 19de eeuw werd de kerk nog een aantal malen uitgebreid en verbouwd.
- De dorpskom is een beschermd dorpsgezicht.
- De Onze-Lieve-Vrouwekapel
- De ijzeren voetgangersbrug over de Dender, tussen Pollare en Eichem.
- Het Heemkundig Museum Pollare.

## Natuur en landschap
Pollare ligt aan de Dender met natuurgebied de Dendervallei. Het laagste punt is daar 11 meter. Vanaf de vallei loopt een steilrand omhoog. De kerk van Pollare ligt op 33 meter hoogte, terwijl het gehucht Echel op 65 meter hoogte ligt.

## Demografische ontwikkeling
- Bronnen:NIS, Opm:1831 tot en met 1970=volkstellingen; 1976 = inwoneraantal op 31 december

## Toerisme
Door dit dorp loopt onder meer de Denderroute zuid en Denderende steden.

## Burgemeesters
De burgemeesters van Pollare waren:
- 1803-1812 : J.-F. Chaboceau
- 1812-1823 : Jan Arens
- 1823-1830 : P.-J. van der Veken
- 1830-1859 : J.-B. Lemmens
- 1859-1864 : J.-B. de Smet
- 1864-???? : P.-J. Mertens

## Trivia
- De bijnaam van de inwoners is troteters (appelmoeseters).[1]

## Nabijgelegen kernen
Zandbergen, Eichem, Ninove, Denderwindeke
Deelgemeenten: Appelterre-Eichem · Aspelare · Denderwindeke · Lieferinge · Meerbeke · Nederhasselt · Neigem · Ninove · Okegem · Outer · Pollare · Voorde

Belgische gemeenten · Arrondissement Aalst · Oost-Vlaanderen · Vlaanderen